# Sankt Anton an der Jeßnitz
Sankt Anton an der Jeßnitz osztrák község Alsó-Ausztria Scheibbsi járásában. 2022 januárjában 1169 lakosa volt. 

## Elhelyezkedése

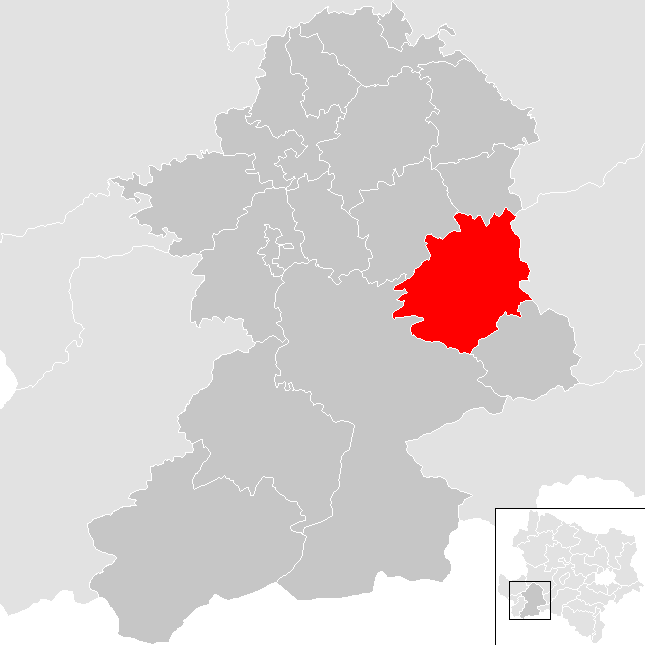
Sankt Anton an der Jeßnitz a Scheibbsi járásban

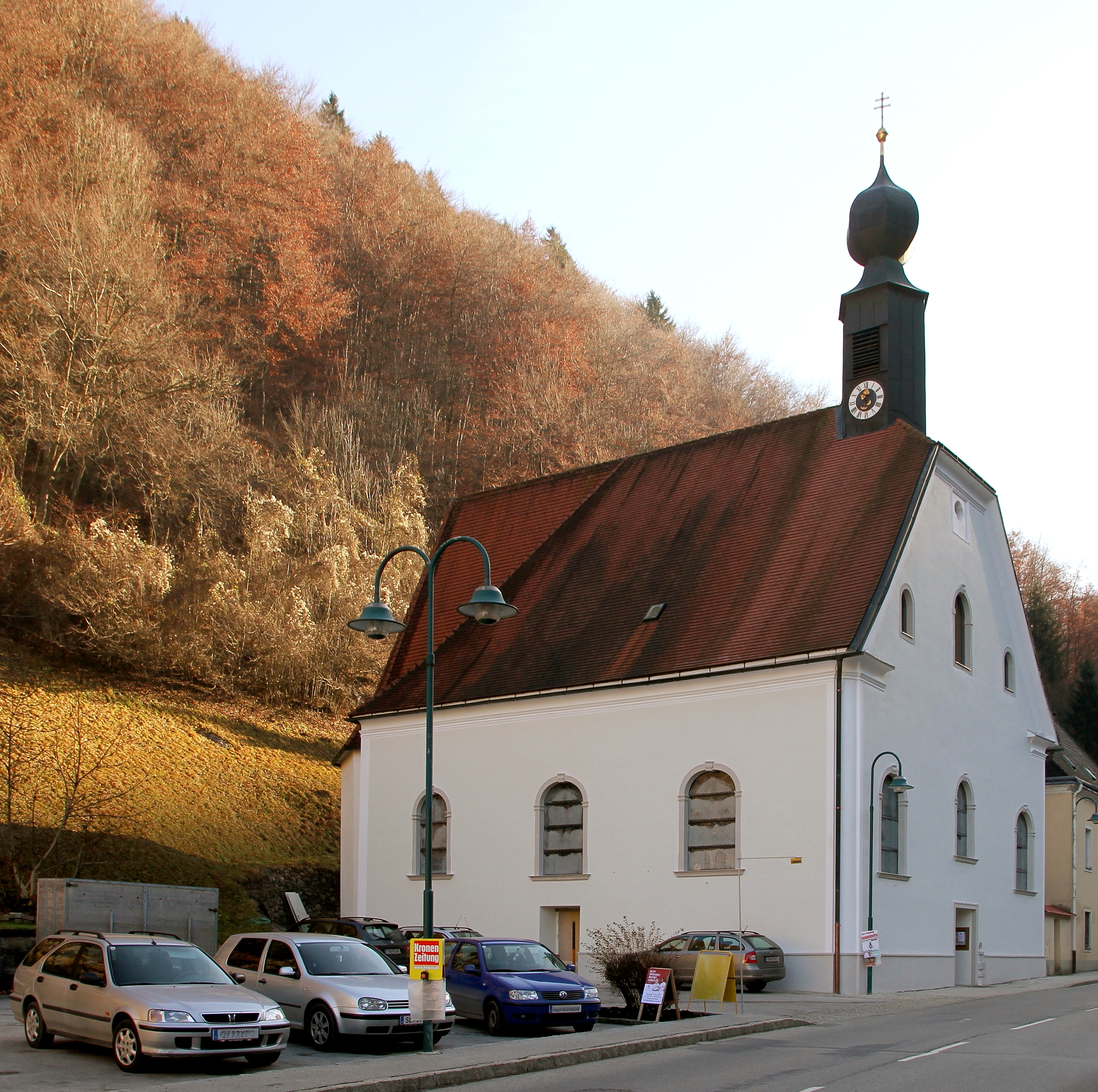
A Szt. Antal-plébániatemplom

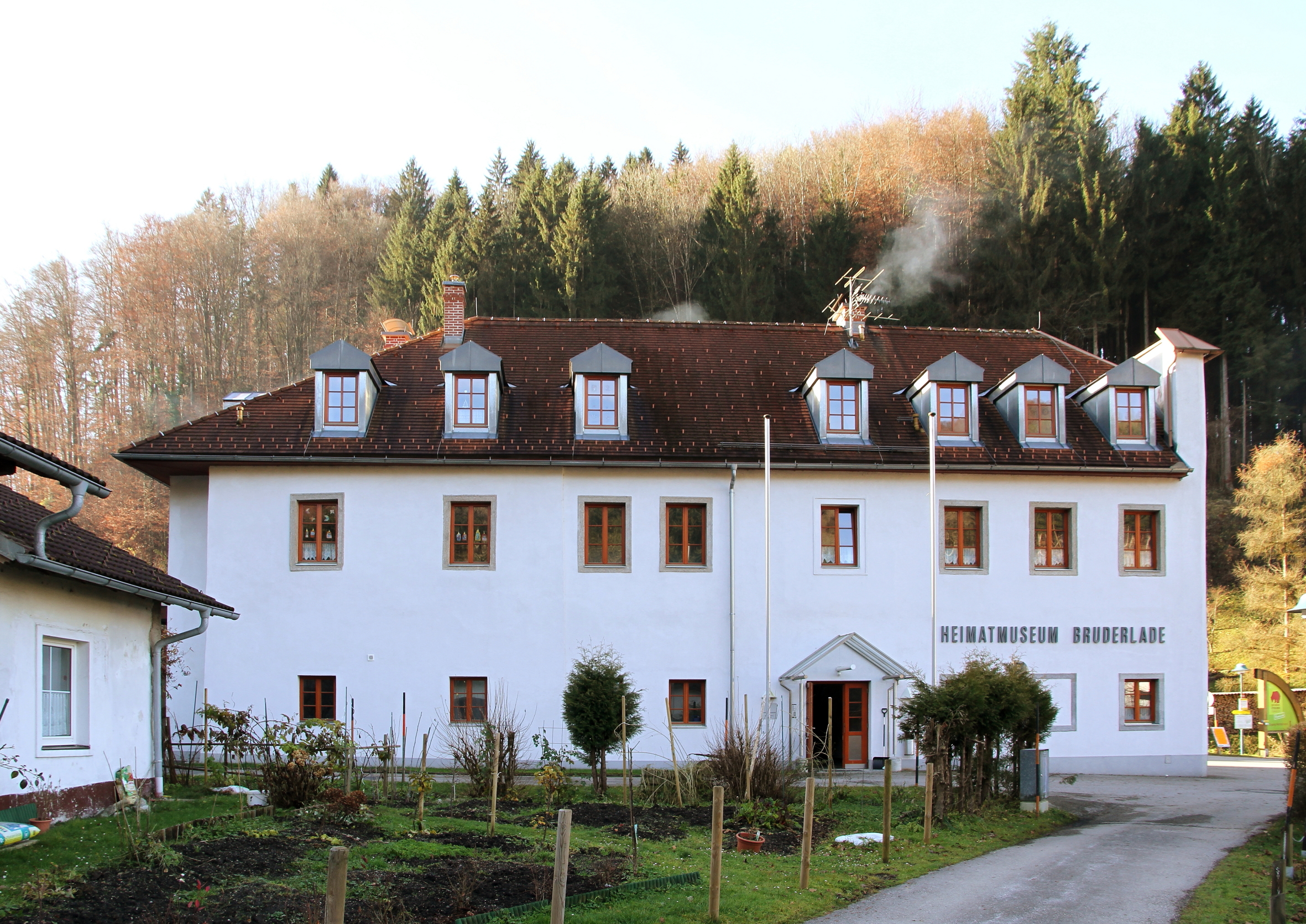
A Bruderlade

Sankt Anton an der Jeßnitz a tartomány Mostviertel régiójában fekszik, az Eisenwurzen történelmi tájegységben, a Jessnitz folyó mentén, az Türnitzi-Alpokban. Legmagasabb pontja az 1130 m magas Turmkogel. Területének 71,6%-a erdő, 24,6% áll mezőgazdasági művelés alatt. Az önkormányzat 11 települést és településrészt egyesít: Anger (42 lakos 2022-ben), Gabel (7), Gärtenberg (93), Gnadenberg (81), Grafenmühl (54), Gruft (210), Hochreith (27), Hollenstein (76), Kreuztanne (19), St. Anton an der Jeßnitz (411) és Wohlfahrtsschlag (149). A kataszteri közösségek Anger, Gärtenberg, Grafenmühl, St. Anton an der Jeßnitz és Wohlfahrtsschlag.
A környező önkormányzatok: délkeletre Puchenstuben, délnyugatra Gaming, északnyugatra Scheibbs, északra Sankt Georgen an der Leys, keletre Frankenfels.

## Története
A helynevek alapján a népvándorlás során a térségben szlávok települtek meg (Jeßnitz: jasen (kőrisfa)), majd 900 körül bajorok költöztek a régióba, akik idővel asszimilálták a szlávokat. A folyót először 1270-ben említik egy bizonyos Otto von Jesenitz nevében, míg magát a falut csak 1464-ben. Templomát a 16. század közepén építették és 1691-ben szentelték fel. St. Anton 1785-ben, II. József egyházrendeletét követően vált önálló egyházközséggé.
1820-ban kőszenet kezdtek bányászni a környező hegyeben, 1854-ben 9 ezer bécsi mázsányit termeltek ki. A 19. század közepén a kaszagyárat lőfegyvergyárrá fejlesztették, de 1868-ben bezárták. Ugyanebben az évben a gyártulajdonos, Andreas Töpper felépíttette a Bruderlade épületét, ahol szükséglakásokat hoztak létre a gyára munkásainak. Az épületben ma a helytörténeti múzeum működik. 
1910-ben egy nagy eső során a szénbányák által instabillá tett hegyoldalon földcsuszamlás zárta el egy patak folyását és kialakult az Antonisee tó, amelyet ma szabadidős tevékenységekhez használnak. 

## Lakosság
A Sankt Anton an der Jeßnitz-i önkormányzat területén 2021 januárjában 1169 fő élt. A lakosságszám 1939 óta enyhén csökkenő tendenciát mutat. 2019-ben az ittlakók 96,7%-a volt osztrák állampolgár; a külföldiek közül 0,8% a régi (2004 előtti), 1,8% az új EU-tagállamokból érkezett. 2001-ben a lakosok 96,3%-a római katolikusnak, 1% evangélikusnak, 0,5% pedig felekezeten kívülinek vallotta magát. Ugyanekkor a legnagyobb nemzetiségi csoportokat a németek (98,3%) mellett a magyarok és a horvátok alkották 0,3-0,3%-kal (4-4 fő). 
A népesség változása:

| 2016 | 1 221 |
| 2018 | 1 211 |

## Látnivalók
- a Pádovai Szt. Antal-plébániatemplom
- a Bruderlade-múzeum

## Fordítás
- Ez a szócikk részben vagy egészben  a   Sankt Anton an der Jeßnitz című német Wikipédia-szócikk ezen változatának fordításán alapul.  Az eredeti cikk szerkesztőit annak laptörténete sorolja fel. Ez a jelzés csupán a megfogalmazás eredetét és a szerzői jogokat jelzi, nem szolgál a cikkben szereplő információk forrásmegjelöléseként.